# لایمباخ (تورینگن)
لایمباخ (به آلمانی: Leimbach) یک شهر در آلمان است که در وارتبورگکرایس واقع شده است. لایمباخ ۱٬۹۱۳ نفر جمعیت دارد.